# Guardia Presidencial Palestina
La Guardia Presidencial Palestina es una de las fuerzas militares que operan en el sector de seguridad palestino y se considera la fuerza de élite de la Autoridad Nacional Palestina. Fue fundada en 1994, junto con el establecimiento de la Autoridad Nacional Palestina, y desde entonces sus capacidades y funciones han evolucionado hasta convertirse en la fuerza de élite de las fuerzas de seguridad palestinas. A pesar de formar parte de lo que se conoce como las fuerzas de seguridad palestinas, la Guardia Presidencial recibe sus órdenes directamente del Presidente del Estado.

## Origen y evolución
Desde la proclamación de la Autoridad Nacional Palestina en los territorios palestinos de los que Israel se retiró en 1994, basada en la Declaración de Principios Conjunta, conocida como los Acuerdos de Oslo y sus anexos, la dirección palestina comenzó a formar las fuerzas de seguridad palestinas. Así se originó el cuerpo de la Guardia Presidencial, encargado de la protección personal del mártir presidente Yasser Arafat, acompañándolo dentro y fuera del país, y garantizando la seguridad de las delegaciones oficiales que visitaban los territorios palestinos.  La Guardia Presidencial estaba compuesta enteramente por activistas del movimiento Al-Fatah leales al presidente Mahmoud Abbás.
Las funciones de la Guardia Presidencial se ampliaron y sus formaciones militares crecieron, permitiéndoles ejecutar instrucciones relacionadas con el control de la situación de seguridad en los territorios palestinos. Esto se consolidó en la práctica durante los últimos seis años, en los que todas las ciudades palestinas han experimentado seguridad y estabilidad gracias al trabajo conjunto entre la Guardia Presidencial y los demás organismos de seguridad.

## Misión principal
La misión principal de la Guardia Presidencial es proteger al Presidente del Estado de Palestina, brindando seguridad personal al presidente y asegurando sus sedes dentro de los territorios palestinos (su residencia oficial y su oficina en el complejo de la Mukataa de Ramala). Además, la Guardia Presidencial proporciona protección al Primer Ministro del gobierno palestino, a algunos ministros importantes y a altos funcionarios de la Autoridad Nacional Palestina. También garantiza la seguridad de los visitantes ilustres a los territorios palestinos, acompañándolos durante su estancia en Palestina. Este cuerpo se distingue por su conexión directa con el presidente palestino, tanto en el desempeño de sus funciones como en la recepción de instrucciones, permitiéndole intervenir en los acontecimientos que se desarrollen dentro de los territorios palestinos.  